# Samudragupta
Samudragupta là vị vua thứ hai của đế quốc Gupta (335－380), và người kế vị của Chandragupta I, được xem là một trong những thiên tài quân sự vĩ đại nhất của lịch sử Ấn Độ, và thỉnh thoảng được gọi là 'Napoléon của Ấn Độ'. Tên ông, được lấy làm tước hiệu sau những cuộc chinh phạt của mình (Samudra có nghĩa là 'những khoảng mênh mông').

## Tiểu sử
Người ta nghĩ rằng Samudragupta đã được cha mình chọn làm người kế vị, dù là ông có vài người anh lớn. Cho nên, một số người tin là sau khi Chandragupta I qua đời, một cuộc chiến giành quyền thừa kế bùng nổ mà Samudragupta là kẻ chiến thắng.
Chúng ta biết được chủ yếu về cuộc đời Samudragupta thông qua một bản văn tự cổ được chạm khắc trên một trong số những chiếc cột đá do ông ta dựng nên ở Allahabad. Bản văn tự cổ đó kể chi tiết về các cuộc chinh phạt của Samudragupta. Nó cũng thật quan trọng vì là miền địa lý chính trị của Ấn và đề cập ngắn gọn tên của nhiều vị vua và thần dân khác nhau đã sống ở Ấn Độ ở giữa thế kỷ thứ tư. Bản văn tự cổ or more aptly the eulogy to the Great Gupta's martial exploits states that tác giả của nó là Harishena, một nhà thơ lớn dưới triều vua Samudragupta.
Sự khởi đầu nền cai trị của Samudragupta cho thấy thất bại của nước láng giếng gần nhất của ông, Achyuta, vua xứ Ahichchhatra, và Nagasena. Sau đó Samudragupta phát động chiến dịch phạt các vương quốc ở miền nam. Chiến dịch phía nam này khiến cho miền nam nước ông kéo dài tới Vịnh Băng-gan.